# Jone Samuelsen
Jone Samuelsen (Stavanger, 6 luglio 1984) è un calciatore norvegese, centrocampista dello Storm.

## Carriera

### Club
Samuelsen ha iniziato la sua carriera con la maglia dell'Haugesund. Ha debuttato nella 1. divisjon il 29 aprile 2001, nel successo per 7-0 sull'Ørn-Horten. Il 9 maggio ha segnato la prima rete, nel successo per 2-0 sull'HamKam. Nel 2003 è stato acquistato dal Viking, squadra con cui ha potuto effettuare l'esordio nell'Eliteserien. Il 14 settembre, infatti, è stato schierato titolare nel pareggio casalingo per 2-2 contro il Lyn. Ha collezionato 26 presenze totali con il Viking (senza mai andare in rete), prima di essere ceduto in prestito allo Skeid nel 2005. Lo Skeid, militante nella 1. divisjon, lo ha fatto debuttare nella sconfitta per 3-1 in casa del Sogndal, datata 7 agosto. Il 30 ottobre ha segnato il primo ed unico gol con questa maglia, contribuendo al successo per 0-2 dello Skeid in casa dello Strømsgodset.
È tornato al Viking per partecipare all'Eliteserien 2006. Il 17 settembre dello stesso anno ha siglato la prima rete nella massima divisione norvegese, aiutando il suo club a vincere per 3-1 contro lo Stabæk. Ha giocato per altre quattro stagioni in squadra, congedandosi complessivamente 123 presenze e 6 reti.
Il 22 gennaio 2010 è stato ufficializzato il suo ingaggio all'Odd Grenland. Ha esordito per il nuovo club il 14 marzo, nella sconfitta casalinga per 2-3 contro lo Stabæk. Il 6 giugno è stata una sua rete a permettere all'Odd Grenland di superare 1-0 lo Hønefoss. Il 25 settembre 2011, nella partita vinta per 3-1 sul Tromsø ha realizzato una rete con un colpo di testa da centrocampo, complice il fatto che il portiere avversario si fosse spinto in avanti per un'azione d'attacco. Quel colpo di testa è stato considerato un nuovo Guinness World Record.
Il 17 ottobre 2014, il suo nome è stato inserito tra i candidati per la vittoria del premio Kniksen per il miglior centrocampista del campionato. Il 10 novembre, si è aggiudicato la vittoria in questa categoria: è stato nominato anche miglior giocatore del campionato in assoluto.
Il 15 gennaio 2020 è passato allo Storm.

### Nazionale
Samuelsen conta 16 partite per la Norvegia under 21, debuttando in amichevole contro il Brasile under 21: la partita si è conclusa con un pareggio per 1-1.
Il 20 maggio 2014 è stato convocato in Nazionale maggiore dal commissario tecnico Per-Mathias Høgmo in vista delle amichevoli contro Francia e Russia. Il 27 maggio ha effettuato il suo esordio: ha sostituito Mats Møller Dæhli nella sconfitta per 4-0 contro la formazione transalpina.

## Statistiche

### Presenze e reti nei club
Statistiche aggiornate al 27 dicembre 2017.
| Stagione         | Club             | Campionato       | Campionato | Campionato | Coppe nazionali | Coppe nazionali | Coppe nazionali | Coppe continentali | Coppe continentali | Coppe continentali | Supercoppe | Supercoppe | Supercoppe | Totale | Totale |
| Stagione         | Club             | Comp             | Pres       | Reti       | Comp            | Pres            | Reti            | Comp               | Pres               | Reti               | Comp       | Pres       | Reti       | Pres   | Reti   |
| ---------------- | ---------------- | ---------------- | ---------- | ---------- | --------------- | --------------- | --------------- | ------------------ | ------------------ | ------------------ | ---------- | ---------- | ---------- | ------ | ------ |
| 2001             | Haugesund        | 1D               | 6          | 0          | CN              | 1               | 0               | -                  | -                  | -                  | -          | -          | -          | 7      | 0      |
| 2002             | Haugesund        | 1D               | 25         | 4          | CN              | 2               | 0               | -                  | -                  | -                  | -          | -          | -          | 27     | 4      |
| gen.-ago. 2003   | Haugesund        | 1D               | 19         | 0          | CN              | 3               | 0               | -                  | -                  | -                  | -          | -          | -          | 22     | 0      |
| Totale Haugesund | Totale Haugesund | Totale Haugesund | 50         | 4          |                 | 6               | 0               |                    | -                  | -                  |            | -          | -          | 56     | 4      |
| ago.-dic. 2003   | Viking           | ES               | 7          | 0          | CN              | 1               | 0               | -                  | -                  | -                  | -          | -          | -          | 8      | 0      |
| 2004             | Viking           | ES               | 15         | 0          | CN              | 1               | 0               | -                  | -                  | -                  | -          | -          | -          | 16     | 0      |
| gen.-ago. 2005   | Viking           | ES               | 1          | 0          | CN              | 1               | 0               | CU                 | 0                  | 0                  | -          | -          | -          | 2      | 0      |
| ago.-dic. 2005   | Skeid            | 1D               | 13         | 1          | CN              | -               | -               | -                  | -                  | -                  | -          | -          | -          | 13     | 1      |
| 2006             | Viking           | ES               | 21         | 1          | CN              | 2               | 0               | -                  | -                  | -                  | -          | -          | -          | 23     | 1      |
| 2007             | Viking           | ES               | 22         | 1          | CN              | 5               | 2               | -                  | -                  | -                  | -          | -          | -          | 27     | 3      |
| 2008             | Viking           | ES               | 22         | 2          | CN              | 3               | 0               | CU                 | 4                  | 0                  | -          | -          | -          | 29     | 2      |
| 2009             | Viking           | ES               | 17         | 0          | CN              | 1               | 0               | -                  | -                  | -                  | -          | -          | -          | 18     | 0      |
| Totale Viking    | Totale Viking    | Totale Viking    | 105        | 4          |                 | 14              | 2               |                    | 4                  | 0                  |            | -          | -          | 123    | 6      |
| 2010             | Odd              | ES               | 28         | 1          | CN              | 5               | 0               | -                  | -                  | -                  | -          | -          | -          | 33     | 1      |
| 2011             | Odd              | ES               | 28         | 3          | CN              | 4               | 1               | -                  | -                  | -                  | -          | -          | -          | 32     | 4      |
| 2012             | Odd              | ES               | 25         | 0          | CN              | 3               | 1               | -                  | -                  | -                  | -          | -          | -          | 28     | 1      |
| 2013             | Odd              | ES               | 27         | 1          | CN              | 2               | 0               | -                  | -                  | -                  | -          | -          | -          | 29     | 1      |
| 2014             | Odd              | ES               | 28         | 9          | CN              | 4               | 0               | -                  | -                  | -                  | -          | -          | -          | 32     | 9      |
| 2015             | Odd              | ES               | 27         | 4          | CN              | 3               | 0               | UEL                | 7                  | 1                  | -          | -          | -          | 37     | 5      |
| 2016             | Odd              | ES               | 15         | 1          | CN              | 1               | 0               | UEL                | 1                  | 0                  | -          | -          | -          | 17     | 1      |
| 2017             | Odd              | ES               | 21         | 3          | CN              | 2               | 0               | UEL                | 6                  | 0                  | -          | -          | -          | 29     | 3      |
| 2018             | Odd              | ES               | 23         | 1          | CN              | 1               | 0               | -                  | -                  | -                  | -          | -          | -          | 24     | 1      |
| 2019             | Odd              | ES               | 11         | 0          | CN              | 4               | 1               | -                  | -                  | -                  | -          | -          | -          | 15     | 1      |
| Totale Odd       | Totale Odd       | Totale Odd       | 233        | 23         |                 | 29              | 3               |                    | 14                 | 1                  |            | -          | -          | 186    | 27     |
| Totale           | Totale           | Totale           | 401        | 32         |                 | 49              | 5               |                    | 18                 | 1                  |            | -          | -          | 468    | 38     |

### Cronologia presenze e reti in Nazionale
| Cronologia completa delle presenze e delle reti in nazionale ― Norvegia | Cronologia completa delle presenze e delle reti in nazionale ― Norvegia | Cronologia completa delle presenze e delle reti in nazionale ― Norvegia | Cronologia completa delle presenze e delle reti in nazionale ― Norvegia | Cronologia completa delle presenze e delle reti in nazionale ― Norvegia | Cronologia completa delle presenze e delle reti in nazionale ― Norvegia | Cronologia completa delle presenze e delle reti in nazionale ― Norvegia | Cronologia completa delle presenze e delle reti in nazionale ― Norvegia |
| Data                                                                    | Città                                                                   | In casa                                                                 | Risultato                                                               | Ospiti                                                                  | Competizione                                                            | Reti                                                                    | Note                                                                    |
| ----------------------------------------------------------------------- | ----------------------------------------------------------------------- | ----------------------------------------------------------------------- | ----------------------------------------------------------------------- | ----------------------------------------------------------------------- | ----------------------------------------------------------------------- | ----------------------------------------------------------------------- | ----------------------------------------------------------------------- |
| 27-5-2014                                                               | Saint-Denis                                                             | Francia                                                                 | 4 – 0                                                                   | Norvegia                                                                | Amichevole                                                              | -                                                                       |                                                                         |
| 31-5-2014                                                               | Oslo                                                                    | Norvegia                                                                | 1 – 1                                                                   | Russia                                                                  | Amichevole                                                              | -                                                                       |                                                                         |
| 27-8-2014                                                               | Stavanger                                                               | Norvegia                                                                | 0 – 0                                                                   | Emirati Arabi Uniti                                                     | Amichevole                                                              | -                                                                       |                                                                         |
| 10-10-2014                                                              | Ta' Qali                                                                | Malta                                                                   | 0 – 3                                                                   | Norvegia                                                                | Qual. Euro 2016                                                         | -                                                                       |                                                                         |
| 13-10-2014                                                              | Oslo                                                                    | Norvegia                                                                | 2 – 1                                                                   | Bulgaria                                                                | Qual. Euro 2016                                                         | -                                                                       |                                                                         |
| 12-11-2014                                                              | Oslo                                                                    | Norvegia                                                                | 0 – 1                                                                   | Estonia                                                                 | Amichevole                                                              | -                                                                       |                                                                         |
| 16-11-2014                                                              | Baku                                                                    | Azerbaigian                                                             | 0 – 1                                                                   | Norvegia                                                                | Qual. Euro 2016                                                         | -                                                                       |                                                                         |
| 28-3-2015                                                               | Zagabria                                                                | Croazia                                                                 | 5 – 1                                                                   | Norvegia                                                                | Qual. Euro 2016                                                         | -                                                                       |                                                                         |
| 3-9-2015                                                                | Sofia                                                                   | Bulgaria                                                                | 0 – 1                                                                   | Norvegia                                                                | Qual. Euro 2016                                                         | -                                                                       |                                                                         |
| 13-10-2015                                                              | Roma                                                                    | Italia                                                                  | 2 – 1                                                                   | Norvegia                                                                | Qual. Euro 2016                                                         | -                                                                       |                                                                         |
| Totale                                                                  |                                                                         | Presenze                                                                | 10                                                                      |                                                                         | Reti                                                                    | 0                                                                       |                                                                         |

## Palmarès

### Individuale
- Miglior centrocampista dell'Eliteserien: 1

2014
- Miglior giocatore dell'Eliteserien: 1

2014